# Buckeye Lake
Buckeye Lake è un villaggio degli Stati Uniti d'America, situato nello stato dell'Ohio, diviso tra la contea di Fairfield e la contea di Licking.